# Генеральний хорунжий
Генеральний хоружний — член генеральної старшини, вища посадова особа гетьманської адміністрації в Україні у 17-18 століттях. Офіційним обов'язком генерального хорунжого була охорона головної хоругви козацького війська. Генеральний хоружний відав здебільшого військовими справами і в певній мірі був ад'ютантом гетьмана: виконував важливі військові та дипломатичні доручення гетьмана, призначався наказним гетьманом.

## Список
Дані подані згідно з дослідженням Володимира Кривошеї:
| 1762.3.8.—1767—? |  | Данило Апостол | гетьманування Кирила Розумовського. |

## Українська Держава

Повсякденний погон генерального хорунжого

В період Гетьманату 1918 року — військове звання особи вищого командного складу у Збройних Силах Української Держави. Разом з генеральним бунчужним і генеральним обозним становили генеральну старши́ну.